# Sechelt
Els Sechelt o Shishalh són una tribu de llengua salish que ocupava a la Colúmbia Britànica el territori a l'entrada de les cales Jervis i Sechelt, l'illa Nelson, i la part meridional de l'illa Texada, però ara tenen una reserva a la península Sechelt al sud-oest de la Colúmbia Britànica, sota la jurisdicció de l'Agència del riu Fraser. En total hi viuen 550 individus.
Originàriament, els sechelt consistien en quatre divisions que ocupaven diferents assentaments. Socialment, es dividien en tres castes: caps, nobles o respectables, i les classes baixes. Els caps detenien el poder de manera hereditària i demostraven la seva generositat en la cerimònia del potlatch, comuna a totes les tribus de la Costa Nord-oest. Els nobles eren la classe benestant i d'ells en sorgiren els caps després de celebrar els potlacht. Les classes baixes eren els pobres i els esclaus, generalment presoners de guerra i els seus descendents, i mai no podien assolir el rang d'homes lliures.
A l'arribada dels europeus potser eren uns 26.000, però la verola i altres malalties els reduïren molt.